# Касселс, Джон
Джон Уи́льям Скотт Иэн Ка́сселс (англ. John William Scott Ian Cassels,
1922—2015) — британский математик. Труды в области теории чисел (в том числе диофантовых приближений), эллиптических кривых, геометрии чисел, рациональных квадратичных форм, общей алгебре (локальные поля, абелевы группы). Его учебники оказали влияние на поколения математиков во всём мире; некоторые из книг Касселса активно используются десятилетиями.
Член Лондонского королевского общества с 1963 года, лауреат медали Сильвестра (1973 год, «за многочисленные и существенные вклады в теорию чисел»), также был членом Эдинбургского королевского общества (1981). С 1976 по 1978 год Касселс был президентом Лондонского математического общества, чью медаль де Моргана получил в 1986 году; с 1974 по 1978 год он был вице-президентом Математического общества. В период 1975—1978 годов был вице-президентом Международного математического союза.

## Биография
После окончания школы Касселс поступил в Эдинбургский университет и окончил его со степенью магистра искусств (MA) в 1943 году, в разгар Второй мировой войны. В военный период Кассел занимался криптографией в Блетчли-парк. После войны он продолжил обучение в кембриджском Тринити-колледже; где в 1949 году получил докторскую степень и был избран действительным членом этого знаменитого колледжа. В этом же 1949 году он женился на Констанс Мейбл Меррит (Constance Mabel Merritt Senior); у них родились сын и дочь.
Далее Касселс провел год, читая лекции по математике в Манчестерском университете, затем вернулся в Кембридж в качестве преподавателя (1950 год). В 1963 году он был избран старшим преподавателем (англ. reader), в том же году он стал членом Лондонского королевского общества. В 1969 году стал главой факультета чистой математики и математической статистики. Вышел на пенсию в 1984 году.

## Научная деятельность
Касселс в своих трудах внёс вклад почти во все разделы теории чисел. В ранних работах Касселс исследовал эллиптические кривые, затем переключился на геометрию чисел и диофантовы приближения, В конце 1950-х он вернулся к эллиптическим кривым, написав серию работ, связывающих группу Сельмера с когомологиями Галуа, тем самым заложив основы современной теории «бесконечного спуска». Самый известный его результат — доказательство того, что группа Тейта — Шафаревича, если она конечна, должна иметь порядок, являющийся квадратом целого числа; доказательство заключается в построении знакопеременной формы.
Касселс также успешно применял методы алгебраической теории чисел и p-адических чисел к диофантовым уравнениям.
Часть работ посвящены подгруппам бесконечных абелевых групп и нормальным числам. Он написал серию из восьми работ «Арифметика на кривых рода 1» (Arithmetic on curves of genus 1). Среди работ, предпринятых после этого, были работы по представлению рациональных функций в виде сумм квадратов, о целых точках на некоторых эллиптических кривых, о суммах Куммера и факторизации полиномов от нескольких переменных.
В 1970 году он был приглашённым докладчиком на Международном конгрессе математиков в Ницце (доклад по кубическим тригонометрическим суммам).
На вопрос о его главных увлечениях Касселс ответил: «Высшая арифметика и садоводство».

## Основные труды
Его публикации включают более 200 статей и книг. Труды Касселса переведены на многие языки мира.
- Cassels, J. W. S. (1957), An introduction to Diophantine approximation, Cambridge Tracts in Mathematics and Mathematical Physics, vol. 45, Cambridge University Press. Reviewed in LeVeque, W. J.[англ.]. Review: J. W. S. Cassels, An introduction to Diophantine approximation (англ.) // Bull. Amer. Math. Soc. : journal. — 1958. — Vol. 64, no. 2. — P. 65—68. — doi:10.1090/S0002-9904-1958-10167-6.
- Cassels, J. W. S. (1997) [1959], An Introduction to the Geometry of Numbers, Springer Classics in Mathematics, Springer-Verlag. Reviewed in Mordell, L. J. Review: An introduction to the geometry of numbers, by J. W. S. Cassels (англ.) // Bull. Amer. Math. Soc. : journal. — 1961. — Vol. 67, no. 1. — P. 89—94. — doi:10.1090/s0002-9904-1961-10510-7.
- Cassels, J. W. S. (1966), Diophantine equations with special reference to elliptic curves, J. London Math. Soc., 41: 193–291, doi:10.1112/jlms/s1-41.1.193, MR 0199150
- Cassels, J. W. S. (1978), Rational quadratic forms, London Mathematical Society Monographs, vol. 13, London-New York: Academic Press, Inc. [Harcourt Brace Jovanovich, Publishers], ISBN 0-12-163260-1, MR 0522835[7]
- Cassels, J.W.S. Economics for mathematicians (неопр.). — Cambridge-New York: Cambridge University Press, 1981. — Т. 62. — С. xi+145. — (London Mathematical Society Lecture Note Series). — ISBN 0-521-28614-X.[8]
- Cassels, J. W. S. (1986), Local fields, London Mathematical Society Student Texts, vol. 3, Cambridge: Cambridge University Press, doi:10.1017/CBO9781139171885, ISBN 0-521-30484-9, MR 0861410
- Cassels, J. W. S (1991), Lectures on elliptic curves, London Mathematical Society Student Texts, vol. 24, Cambridge: Cambridge University Press, doi:10.1017/CBO9781139172530, ISBN 0-521-41517-9, MR 1144763
- Cassels, J. W. S.; Flynn, E. V. (1996), Prolegomena to a middlebrow arithmetic of curves of genus 2, London Mathematical Society Lecture Note Series, vol. 230, Cambridge: Cambridge University Press, doi:10.1017/CBO9780511526084, ISBN 0-521-48370-0, MR 1406090

### Русские переводы
- Касселс Д. В. С. Введение в теорию диофантовых приближений. М.: Мир, 1961. 212 с.
- Касселс Дж. В. Введение в геометрию чисел. М.: Мир, 1965. 422 с.
- Касселс Дж. (ред.), Фрёлих А. (ред.) Алгебраическая теория чисел. М.: Мир, 1969. 484 с.
- Касселс Дж. Рациональные квадратичные формы. М.: Мир, 1982. 440 с.